# Liste der Ständigen Vertreter Osttimors beim ASEAN
Diese Liste führt die osttimoresischen Ständigen Vertreter beim ASEAN auf. Bis 2023 übernahm diese Aufgabe der osttimoresische Botschafter in Indonesien.

## Liste
| Name                              | Amtszeit            | Anmerkungen                                                                          |
| --------------------------------- | ------------------- | ------------------------------------------------------------------------------------ |
| Arlindo Marçal                    | Oktober 2002 – 2007 |                                                                                      |
| Ovídio Amaral                     | 2007 – 2009         |                                                                                      |
| Manuel de Aráujo Serrano          | 2009–2015           | Ernennung: 29. Januar 2009                                                           |
| Alberto Xavier Pereira Carlos     | 2016–2020           | Ernennung: 11. Februar 2016;                                                         |
| Filomeno Aleixo                   | 2022–2023           | [ 3 ]                                                                                |
| Natércia Cipriana Coelho da Silva | seit 2023           | Erste Vertreterin ohne Akkreditierung für Indonesien Vereidigung: 15. September 2023 |